# Jorge Rando
Jorge Rando (Málaga, 23 de junho de 1941) é um pintor e escultor espanhol, ligado ao movimento da arte neoexpressionista. 

## Biografia
Rando está profundamente unido à Alemanha, para onde se dirigiu com apenas 20 anos, para finalizar os seus estudos de filosofia. Registado em Colonia (Alemanha), a cultura do centro da Europa foi crucial na sua formação durante as etapas mais importantes do seu desenvolvimento artístico e vital.;
Juntamente com a sua mulher Margit, regressa a Málaga em 1984, onde estabelece e começa o seu ciclo em Espanha. 
Considerado um dos artistas espanhóis mais reconhecidos internacionalmente, desde os anos 60 e até à data, expôs o seu trabalho em Galerias e Feiras de Arte Contemporânea, assim como, em Fundações e Museus Nacionais e Internacionais. Os seus livros encontram-se em Universidades e Bibliotecas de Espanha, Europa, EUA e outros países. 

A transmissão da Semana Santa de Málaga realizada pela primeira vez na internet e patrocinada pelo Concelho de Málaga ilustrava Jorge Rando. Os usuários descarregaram mais de 90.000 desenhos do artista.
Em 2006, recebe o prémio da Fundação Antiquaria pela sua contribuição no expressionismo, em Espanha. Neste mesmo ano, também recebe o prémio de Arte Contemporânea, da Tertulia Ilustrada, em Madrid. 
Em 2007, recebe em Madrid, o prémio de Artes Plásticas. A Fundação Álvaro Mutis concede-lhe o prémio “Libro de Oro de la Plástica”. A Biblioteca Nacional de Espanha (Madrid) adquire desenhos do artista para a sua coleção.
No ano de 2008, Málaga dedicou-lhe uma exposição magna sobre o seu trabalho religioso (pinturas, desenhos e esculturas) nas prestigiosas salas do Palácio Episcopal e outra que recolhe os últimos trinta anos de trabalho no Museu Municipal. Também lhe é concedido o prémio de “Artista do Ano” pela Associação Malagueña de Escritores.
Em 2009, inaugurou-se o primeiro museu ao ar livre de Málaga nos Jardins Nazaries da Catedral, com sete esculturas de tamanho grande realizadas em ferro e madeira, algumas com mais de duas toneladas e um grupo escultural de oito peças. Realiza os esboços de 25 vitrais da Catedral de Málaga, ao encargo do reitor D. Francisco García Mota.

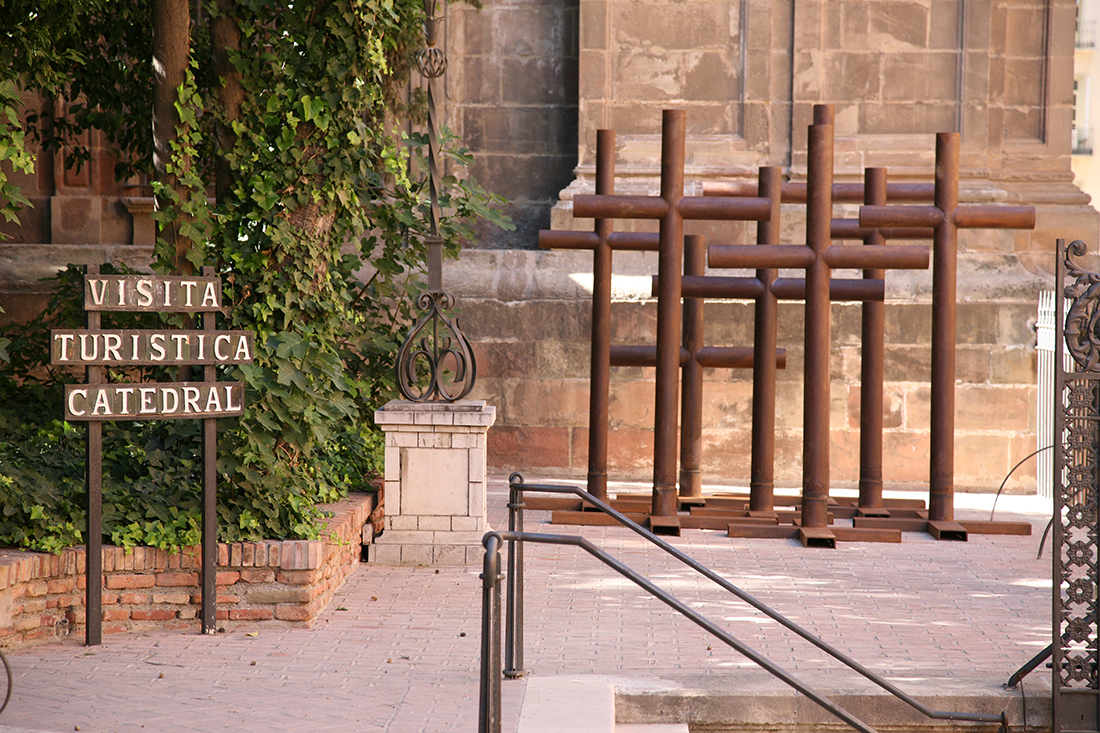
Museo al Aire Libre de la Catedral de Málaga.

Em 2010, realizou a escultura que SIGNIS entregou ao filme “Circuit”. 
Em 2011, a mesma escultura, também foi entregue ao Festival de Cinema Espanhol, continuando a ser concedida nos anos seguintes. Inaugurou-se nas salas de Reitorado da Universidade de Málaga “La mirada escética en la pintura”, uma exposição monográfica sobre a prostituição, na qual a continuação viajou a Nova Iorque, onde esteve exposta no Museu-Fundação Gabarrón, para regressar a Madrid e, posteriormente, começar uma viagem por diferentes cidades alemãs. 
Em 2012, continua o seu ciclo de exposições programada para esse ano, em Espanha, na Alemanha, e nos EUA. 
Continuou a trabalhar nas esculturas que completaram o “Jardín de la Conciencia”. Nasce também o projeto “Jorge Rando y la Red Carpet Experience” que se dedicará à integração da arte dos jovens de rua e das pessoas desenraízadas da sociedade. Ministrou vários seminários sobre pintura, tanto em Espanha, como na Alemanha.
Em 2013, para a proclamação da Semana Santa de Málaga (um dos eventos mais importantes da cidade) realiza uma instalação que ocupava todo o Teatro Cervantes da capital. Posteriormente, com esta potente instalação de 33 peças, o Museu ao ar livre de San Ramón Nonato em Málaga ampliou-se. O artista leva a cabo diferentes exposições já programadas em Málaga e na Alemanha. Começa um trabalho de 3 murais de aproximadamente 30 metros quadrados cada um sobre o tema “La Luz”. 
Em 2014, em Málaga, no "Monasterio de Las Madres Mercedarias" do bairro de Molinillo, abrem-se as portas do Museu Jorge Rando, que abrigará o trabalho do artista, assim como, a sede da Fundação com o mesmo nome, e centrar-se-á no estudo do Expressionismo em todas as suas facetas.  Exposición Encuentro Käthe Kollwitz - Jorge Rando.

Em 2015, expõe o seu novo ciclo “Paisajes Verticales” e uma amostra muito ampla de miniaturas pertencentes a esse mesmo ciclo no Museu Jorge Rando, em Málaga. Trabalha com 25 artistas da Universidade de Artes de Berlim, que se deslocam a Málaga, juntamente com o Diretor-Geral da UDK, professor Lucander, para trabalhar no atelier num projeto pioneiro a nível mundial, cujo resultado se expõe nas salas temporais do Museu Jorge Rando. Recebe da Associação de Escritores “Amigos de Málaga”, o prémio “Museu do Ano 2015”. 
Em 2016, Jorge Rando foi o primeiro artista espanhol a receber o prémio Ernst Barlach, entregue pela Comissão Ernst Barlach Gessellschaft. O Museu der Moderne de Salzburg situa Rando no mapa dos mestres da pintura que é alusiva às principais figuras do Expressionismo e Neoexpressionismo no mundo. Inaugura “Pasión Nuevo Expresionismo” no Museu Barlach de Wedel (Hamburgo). 
Inaugura “Encuentro Ernst Barlach” com êxito junto da crítica, sendo que, a sua exposição foi recomendada pelas principais publicações culturais alemãs e estipulada como de visita obriagtória por Art Kunst Magazine. O êxito do público deu-lhe a conceção de uma sala permanente no Museu Ratzeburg, sendo a primeira vez que a Alemanha o conce a um pintor espanhol vivo. 
Inaugura-se a exposição “Ciclistas, Animales y otras cosas..” en Málaga. Devido ao grande êxito da exposição “Encuentro Ernst Barlach”, esta prolonga-se até outubro de 2016. 
No ano de 2017, Rando é convidado a um dos eventos mais importantes que a Alemanha celebra, pelos 500 anos de Reforma, que tem lugar na cidade Emden. Na Alemanha, realizam-se durante todo o ano de 2017, uma grande quantidade de eventos culturais de diferentes feitios. Um dos mais destacados é a amostra que se inaugurou a 16 de julho com o título “Ernst Barlach - Jorge Rando: Místicos de la Modernidad”. Esta exposição viajou posteriormente para Berlim. No dia 22 de maio, inaugura-se o novo ciclo de Rando, “El Nacimiento del Color” no Museu de Málaga.
A pintura de Jorge Rando carateriza-se pela distorsão exuberante da forma, da emoção da cor, e da presença do gesto e do traço. Os diferentes ciclos na sua pintura são muito amplos, e desde os finais dos anos 60 e príncipio dos anos 70, destacam-se alguns como “Prostitución”, “Las Maternidades”, “Pesadumbres”, “Animales”, “Paisajes”, “África”, entre outros.
Outro aspeto importante do seu trabalho é a produção religiosa, que supõe além disso, resgatar questões de capitais na configuração da arte ocidental. 
Atualmente, Jorge Rando vive e trabalha entre Málaga e Hamburgo.

## Exposiciones recientes
- 2004, Galeria Ignacio de Lassaleta, Barcelona, Fundación Carlos de Amberes, Madrid, Feira de Arte Contemporânea, Paris, Feira de Arte Contemporânea, Colonia, Exposição, Lisboa.
- 2005, Feira de Arte, Nova York, Galeria Fauna´s, Madrid, Salão de Arte Contemporânea, Estrasburgo, Fundação Cajasur, Córdoba.
- 2006, Feira de Arte Contemporânea, Miami, Feira de Arte Contemporânea, Madrid, Annta Gallery, Madrid, Exposição, Buenos Aires.
- 2007, Fundação Antiquaria, Madrid, Feira de Arte Contemporânea, Madrid, Galeria Fauna´s, Madrid, Fundação Unicaja, Málaga.
- 2008, Museu do Património Municipal, Málaga, Palácio Episcopal, Málaga, Esboços de 25 vitrais da Catedral, Málaga.
- 2009, Galeria Víctor i Fills, Madrid, Museu Calviá, Mallorca, Inauguração dos Jardines Nazaries de la Catedral, Málaga, Exposição na "Sala Noble", Málaga.
- 2010, Museu Fundação Gabarrón, Nova York, Salas do Reitorado da Universidade, Málaga, Galeria Magnus P. Gerdsen, Hamburgo, Feira de Arte Contemporânea, Madrid.
- 2011, Galería Víctor i Fills, Madrid, Exposição itinerante, Iserlohn, Witten, Hamburgo, Hannover, Colonia, Berlín.
- 2012, Galería Víctor i Fills, Madrid, Exposição Polígono Gallery, Marbella, Exposição Schloss Merode, Alemania.
- 2013, Ampliação Museu ao Ar Livre de San Ramón Nonato, Málaga, Instalação de grupo escultural teatro Cervantes, Málaga.
- 2014, Exposição inaugural Museu Jorge Rando com 120 obras pertencentes aos ciclos de Maternidad, Pintarradas, Prostitución y África, Málaga, Encuentro Käthe Kollwitz - Jorge Rando Málaga.
- 2015, Exposição Horizontes Verticales, Málaga, Exposição Luz de la Flor, Málaga, Exposição Niños, Málaga, Exposição Maternidades, Málaga, Exposição Ernst Barlach - Jorge Rando, Málaga
- 2016, Exposição Pasión Nuevo expresionismo en el Museo Ernst Barlach, Hamburgo.  Exposição Encuentro Jorge Rando - Ernst Barlach en Museo Barlach, Ratzeburg, Exposição Ciclistas, Animales y otras cosas, Málaga. Encuentro Jorge Rando - Carlos Ciriza, Málaga.
- 2017 Exposição El nacimiento del color Málaga. Exposição Ernst Barlach - Jorge Rando - Mystiker der Moderne, Emden, Exposição Ernst Barlach - Jorge Rando - Mystiker der Moderne, Zehdenick (Brandenburgo).